# Geretsried
Geretsried est une ville allemande, située en Bavière, au sud de Munich, dans l'arrondissement de Bad Tölz-Wolfratshausen. Elle est située sur l'Isar et compte plus de 25 000 habitants.

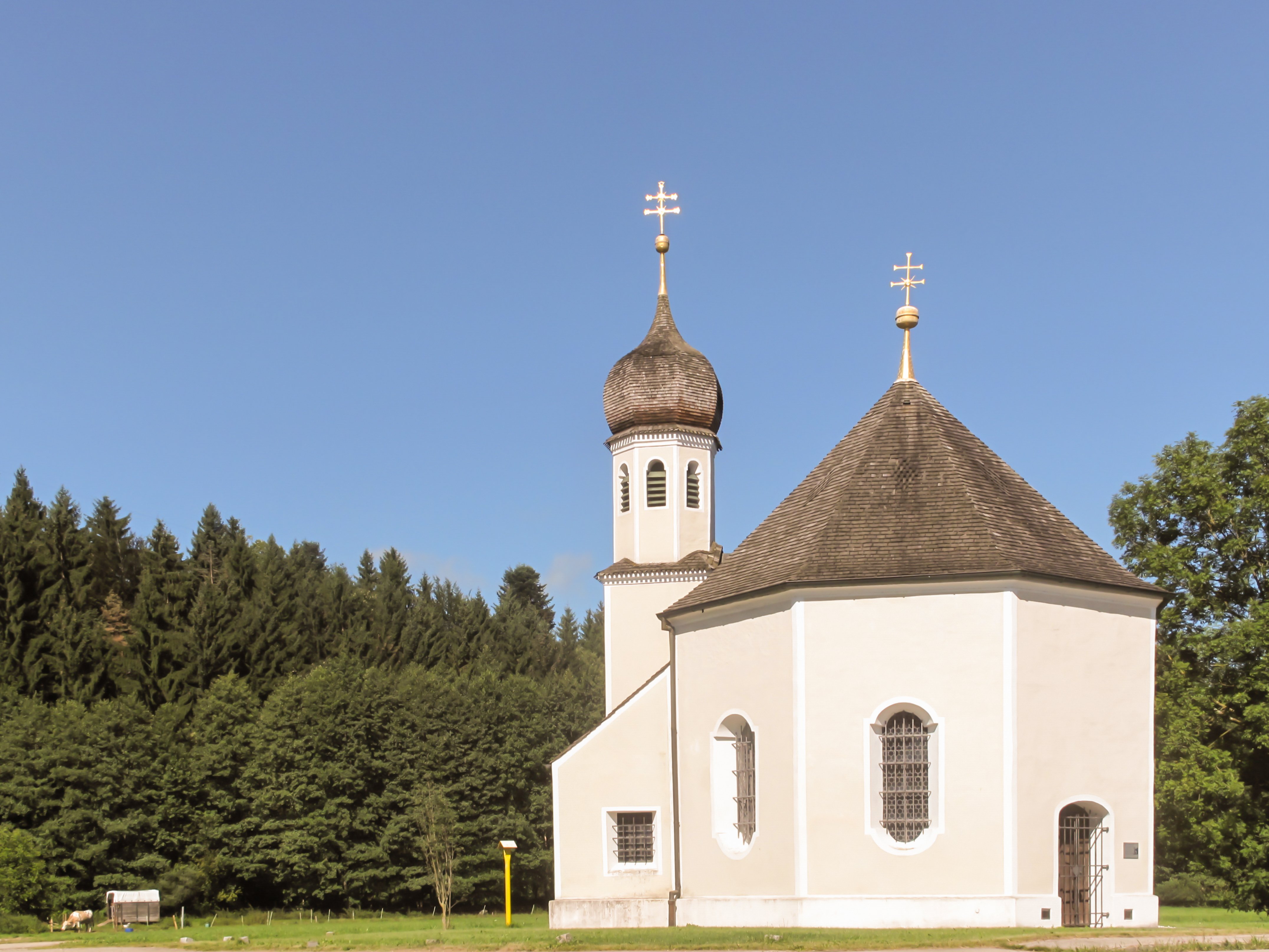
Chapelle Saint-Nicolas

## Origine[1]
Geretsried était, avant la Seconde Guerre mondiale, seulement une friche d'une dizaine d'habitants. Deux usines installées sur les lieux pendant la guerre vont cependant permettre à la vie de prendre de l'ampleur. L'usine de la Deutsche Sprengchemie GmbH (DSC) est construite dès 1938 au sud-est de la ville et cette même-année, plus au nord fut installée l'autre usine; l'usine de WolfratshausenGmbH, filiale de Dynamit Actien-Gesellschaft (DAG) qui devait recycler les produits chimiques. Le site comprenait 550 bâtiments différents sur plus de 700 hectares. L'usine a commencé à fonctionner dès l'été 1940, mais ce n'est qu'à partir du 1er avril 1941 que l'usine a pu fonctionner de façon complète.
Il existait trois camps différents dans l'usine de Sprengchemie, destinée à fabriquer des munitions : les camps de Stein, Buchberg et Föhrenwald. Dans le quartier de Stein on retrouvait le premier camp dont la construction fut la plus rapide, puisque dès l’été 1939, les premiers baraquements d’habitation, le bâtiment de ferme, et la cantine d’une capacité de 1 500 personnes, étaient terminés. Avec 21 baraquements en phase finale, le camp Stein pouvait accueillir au moins 1 000 travailleurs. Ce camp, parfois dénommé « Lager DSC Königsdorf », « Barackenstadt DSC Geretsried » ou encore « Lager Stein » était également approvisionné en eau chaude et offrait la possibilité de prendre une douche.
Dès l'été 1940, après la campagne de France, des femmes et jeunes filles françaises ont été envoyées à Geretsried. Selon Andreas Wagner, d'après le journal du pasteur Kern, les travailleuses français logés à Geretsried pendant la guerre étaient environ 1200 et étaient accompagné de centaines de français. La majorité des travailleurs forcés russes et ukrainiens sont arrivés à Geretsried en juin 1942. Ces  «ouvriers de l'Est» âgés entre 16 et 25 ans pour la plupart, constituaient alors la plus grande partie de la main-d'œuvre dans les usines avec les français; fin juin 1943, la communauté de Königsdorf recensait 749 « travailleurs de l'Est » qui étaient employés par la DSC.. Il aurait eu aussi de nombreux prisonniers de guerre avec eux.
Les règles de sécurité étaient nombreuses puisque le travail pouvait parfois être très dangereux : le port de bijoux (alliances, boucles d’oreilles...) ou de tout objets métalliques dans différentes zones de production était strictement interdits, car le risque d'incendie était très fort. De plus, le port de chaussures en bois était obligatoire sur ces lieux de travail. Cependant, les accidents étaient nombreux, très souvent des petites explosions bénignes mais parfois il pouvait avoir des morts et des blessés, par exemple, le 14 janvier 1943 au DAG, un terrible accident a entrainé une très grave explosion tuant sur le coup tous les travailleurs. L’un des explosifs les plus toxiques traités à Geretsried était le trinitrophénol (acide picrique) : des masques respiratoires et des gants ont dû être portés lors de la transformation de cet explosif pourtant, il était presque impossible de se protéger de cette poudre puisque les cristaux étaient hautement toxiques et pénétraient dans le corps presque sans entraves par la peau ou la respiration. Les femmes pouvaient même s’écrouler sur leur lieu de travail, un témoin parle même d’"une Française qui après avoir travaillé pendant 8 jours dans un bâtiment où l’acide picrique était traité, s’est évanouie et est allé à Munich dans un hôpital universitaire". En avril 1945 un commando de prisonniers du camp de concentration de Dachau, composé d'environ 70 personnes (le « SS Labour Camp Neufahrn » ou « Neufahrn, Wolfratshausen Command ») aurait été envoyé dans les usines d'armement de Geretsried. Le camp fini par être libéré par les Américains le 1er mai 1945 après avoir accueilli environ 1500 rescapés de Dachau qui avaient fait la marche de la mort.

## Après la Seconde Guerre mondiale
Après la Shoah, Geretsried a servi de camp pour les victimes juives déplacées pendant la guerre, avec notamment une école spécialisée pour aider les bègues et sourds-muets.